# Rejon Ștefan Vodă
Rejon Ștefan Vodă (rum. Raionul Ștefan Vodă, transkrypcja mołdawska Районул Штефан Водэ) – rejon administracyjny w południowo-wschodniej Mołdawii.

## Demografia
Liczba ludności w poszczególnych latach:
| 1959  | 1970  | 1979  | 1989  | 2004  | 2014  |
| ----- | ----- | ----- | ----- | ----- | ----- |
| 63585 | 71435 | 73511 | 75436 | 70594 | 71000 |